# Encarsia titillata
Encarsia titillata är en stekelart som beskrevs av Girault 1926. Encarsia titillata ingår i släktet Encarsia och familjen växtlussteklar. Inga underarter finns listade i Catalogue of Life.